# Sybra andamanica
Sybra andamanica là một loài bọ cánh cứng trong họ Cerambycidae.